# Turcii din Bulgaria

Turci în Bulgaria

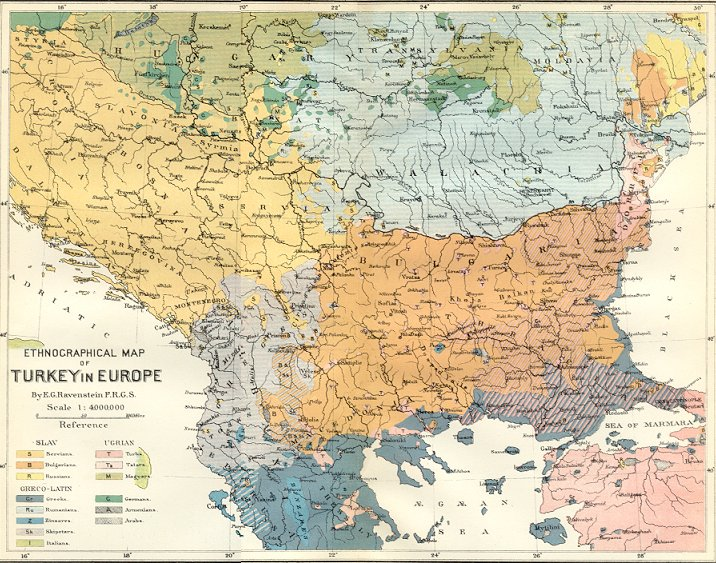
Compoziția etnică a Balcanilor Centrali în 1870 (E.G. Ravenstein).

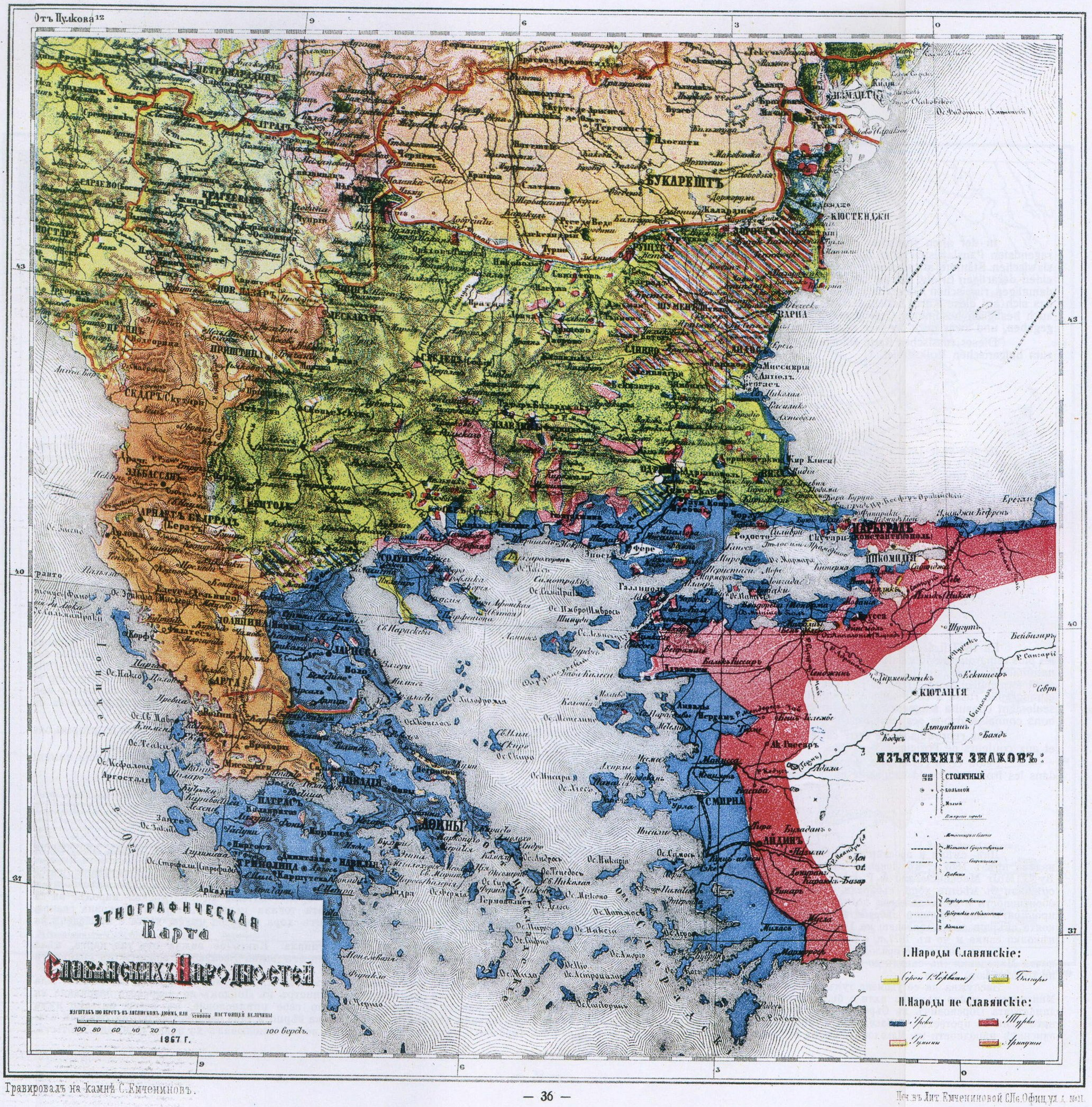
Compoziția etnică a Balcanilor Centrali în 1867 (M. F. Mirkovich).

În 2011, turcii constituiau 8.8% (588,318 de persoane) din populația totală a Bulgariei și formau cea mai mare comunitate etnică minoritară din această țară. Turcii din Bulgaria sunt descendenții grupurilor turcice venite din Anatolia peste Dardanele și Bosfor în urma cuceririi Balcanilor de către otomani la sfârșitul secolului al XIV-lea și la începutul secolului al XV-lea, precum și a bulgarilor care s-au convertit la islam și care au adoptat limba turcă de-a lungul secolelor în care actualul teritoriu al Bulgariei făcea parte din Imperiul Otoman.. S-a sugerat de asemenea că unii dintre turcii care azi trăiesc în Bulgaria ar putea fi descendenți etnici direcți ai unor populații turcice (Pecenegi, turci Oghuz și Cumani, Proto-bulgari) ajunse în Peninsula Balcanică la începutul Evului Mediu feudal, înainte de expansiunea otomană în Europa. Comunitatea turcă s-a format ca grup etnic minoritar după Războiul Ruso-Turc din 1877-1878. Această comunitate are constiință etnică turcă și se diferențiază prin limbă, religie, cultură, obiceiuri și tradiții de grupul etnic bulgar majoritar și de celelalte comunități etnice din Bulgaria. Analiza ADN a celor mai importante trei grupuri etnice din Bulgaria bulgari, turci și romii confirmă semnificativa lor diferență de origine.

## Demografie
Astăzi, turcii din Bulgaria trăiesc predominant în două zone rurale: Ludogorie/Deliorman (aflată în nord-estul țării) și Rodopii de est (situată în sud-estul statului). Turcii formează majoritatea absolută în regiunea Kărdjali și majoritatea relativă în regiunea Razgrad.

## Reprezentare politică
Principalul partid al comunității turce din Bulgaria este DPS, Mișcarea pentru Drepturi și Libertăți. Această formațiune a obținut la alegerile pentru Parlamentul European din 2014 17,27% din voturi și patru din cele 17 mandate de europarlamentar alocate Bulgariei. DPS este afiliată în Parlamentul European la Alianța Democraților și Liberalilor pentru Europa. La al treilea mandat consecutiv se află Filiz Husmenova.

## Galerie de imagini

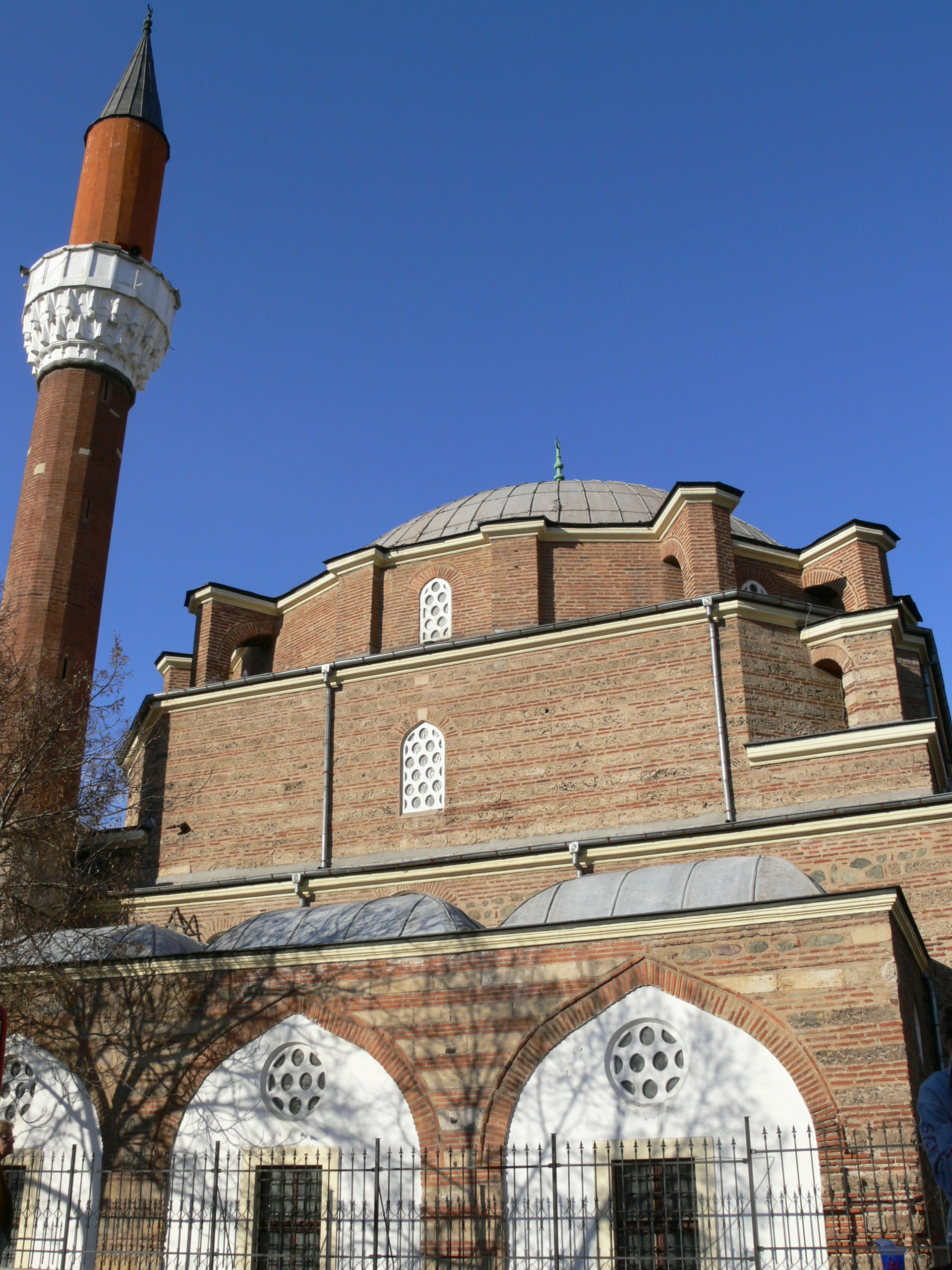
Moscheea Banya Bashi din Sofia
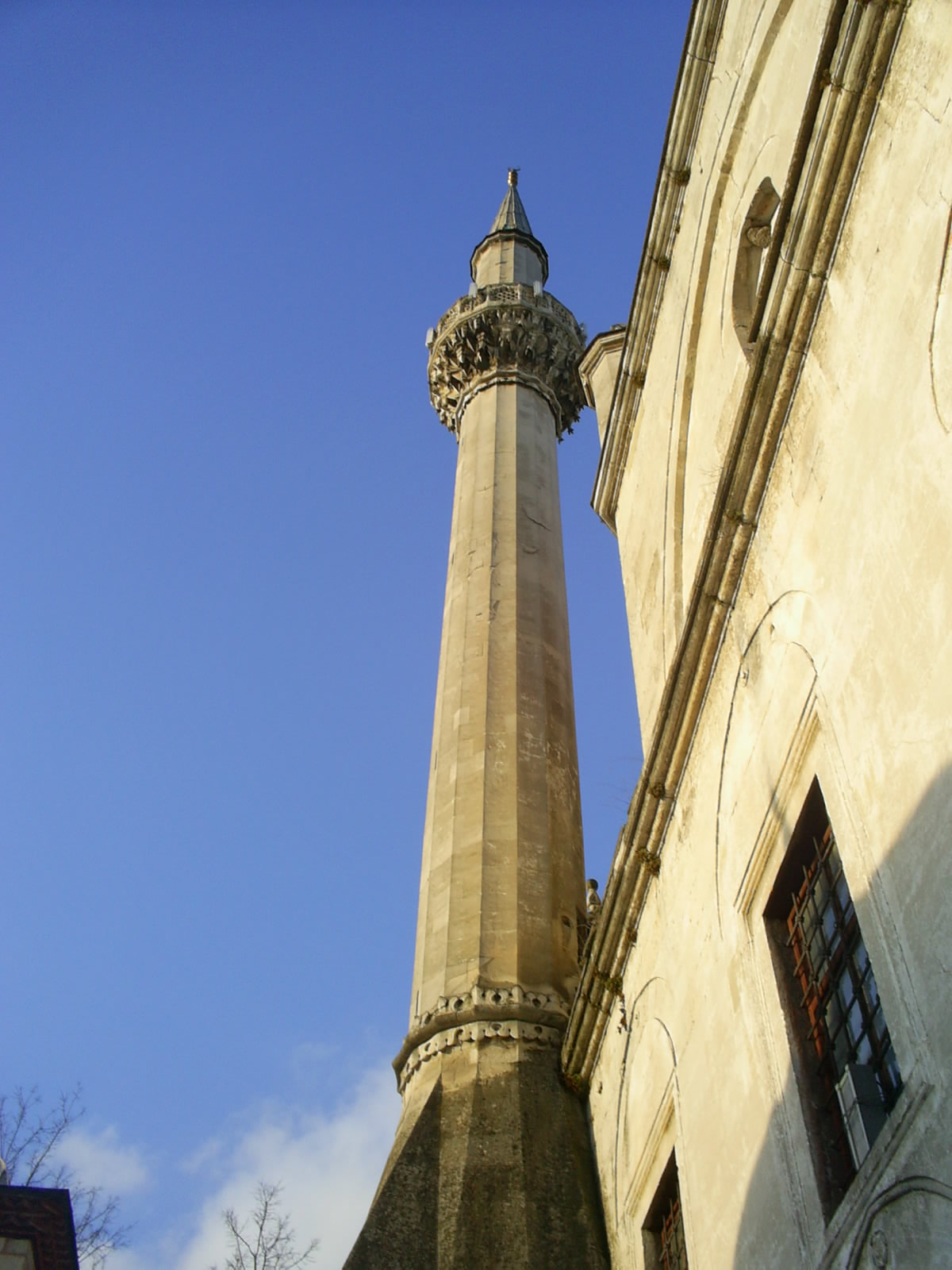
Moscheea Tombul din Șumen
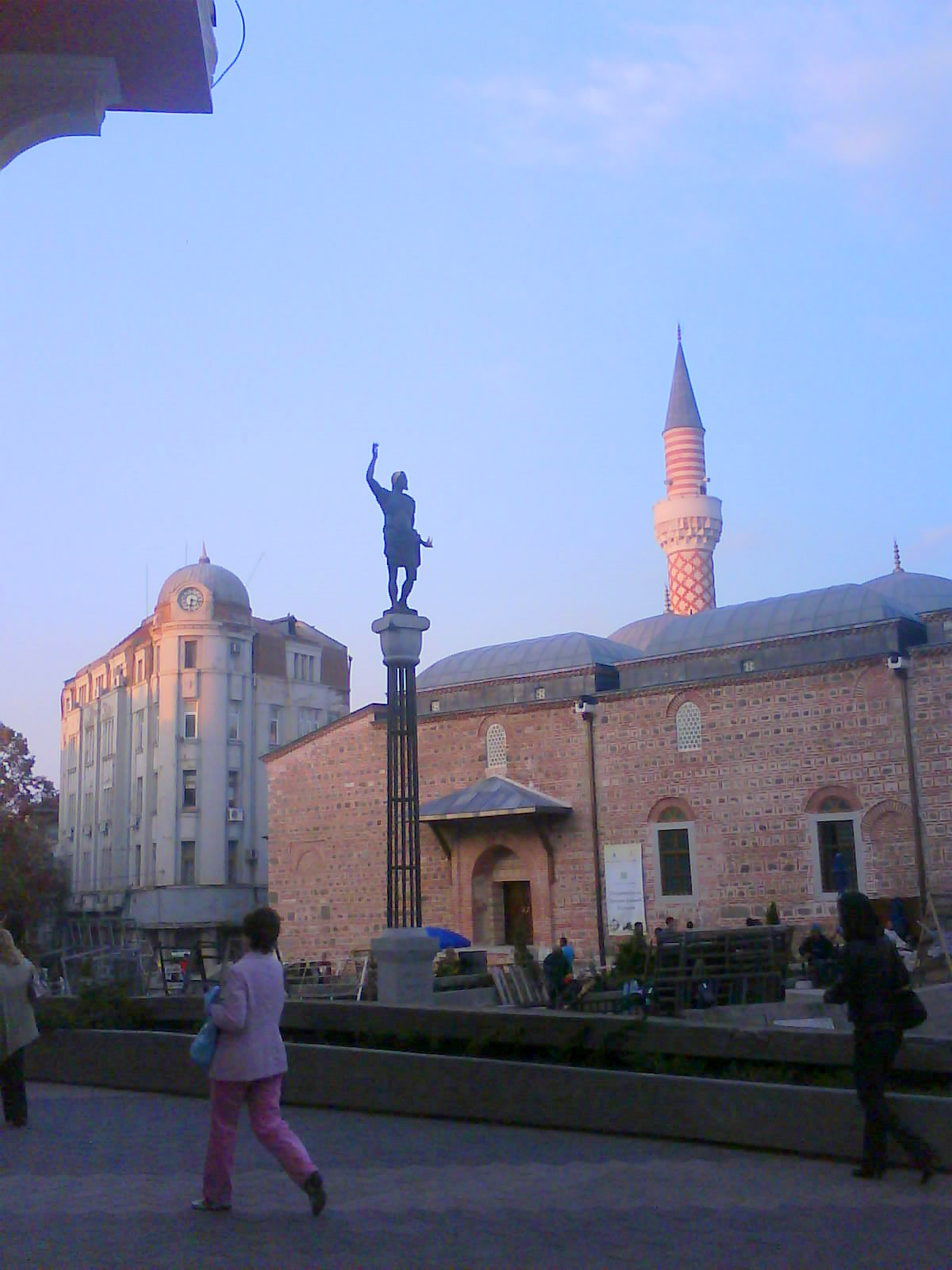
Moscheea Cuma din Plovdiv
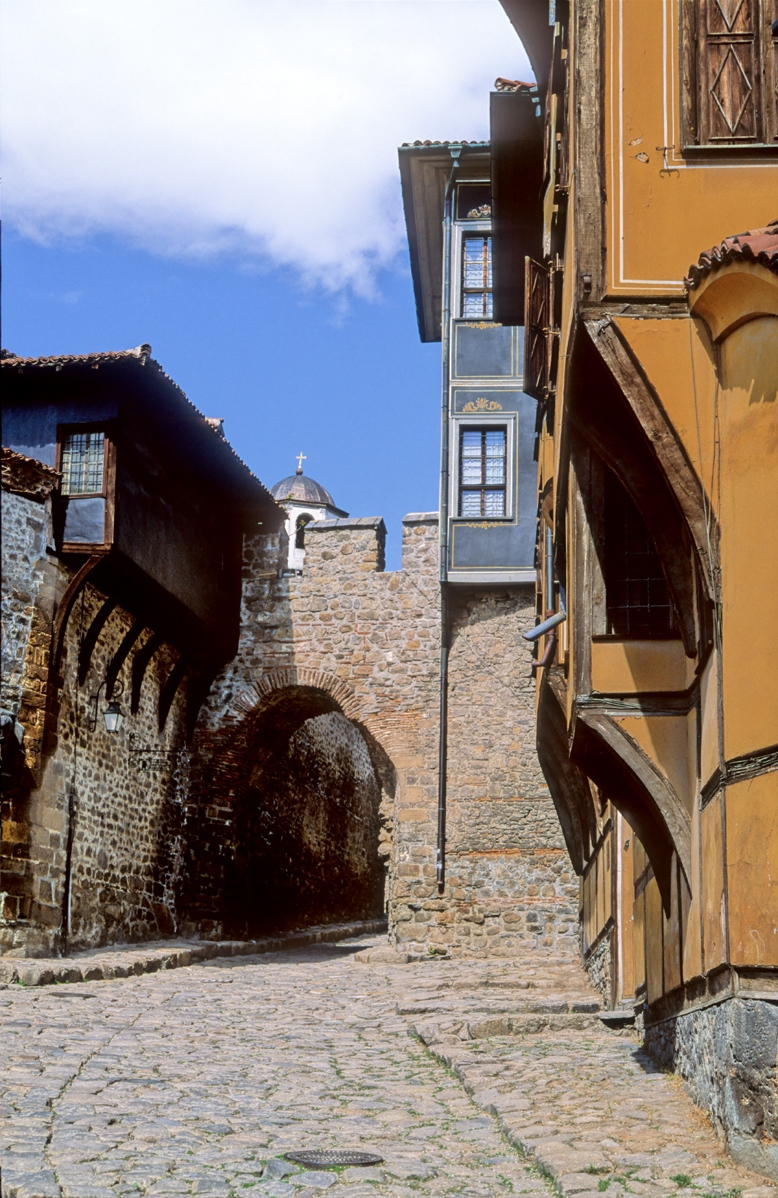
Plovdiv - orașul vechi